# Eleições estaduais no Rio Grande do Norte em 1954
As eleições estaduais no Rio Grande do Norte em 1954 ocorreram em 3 de outubro como parte das eleições gerais no Distrito Federal, em 20 estados e nos territórios federais do Acre, Amapá, Rondônia e Roraima. Foram eleitos os senadores Dinarte Mariz e Georgino Avelino, além de sete deputados federais e trinta e quatro deputados estaduais.
Eleito senador com a maior votação do estado, o agropecuarista e comerciante Dinarte Mariz nasceu em Serra Negra do Norte. Chefe de polícia em sua cidade natal, optou pela cultura do algodão ao migrar para Caicó e reuniu prestígio graças à sua atuação nessa área. Partidário da Aliança Liberal foi nomeado prefeito de Caicó após a vitória da Revolução de 1930, todavia foi deposto e cumpriu prisão no Rio de Janeiro por seu apoio à Revolução Constitucionalista de 1932. Férreo adversário da Intentona Comunista ocorrida em Natal em 23 de novembro de 1935, esteve entre os opositores do Estado Novo e sob tal premissa ingressou na UDN. Derrotado ao buscar uma cadeira de senador em 1945 e 1950, foi premiado ao vencer tal disputa em 1954 como o primeiro senador potiguar a ultrapassar a marca dos cem mil votos.
Reeleito senador via PSD o advogado Georgino Avelino é formado pela Universidade Federal do Rio de Janeiro. Nascido em Angicos, fundou o jornal A Pátria em 1909 no Recife e no ano seguinte foi designado para servir ao governo do território federal do Acre. Cônsul brasileiro na cidade italiana de Gênova, voltou ao Brasil e foi eleito deputado federal em 1924. Contrário à Revolução de 1930 e apoiador da Revolução Constitucionalista de 1932, fixou-se no Rio de Janeiro e trabalhou como jornalista no Rio Jornal, O Paiz, Gazeta de Notícias e Diário Carioca. Serviu à prefeitura carioca durante o Estado Novo na administração Henrique Dodsworth e foi secretário-geral da Universidade do Estado do Rio de Janeiro. Presidente do Banco Industrial Brasileiro, exerceu ainda o ofício de tabelião. Regressou ao Rio Grande do Norte e foi interventor federal entre agosto e outubro de 1945, ano em que foi eleito senador pelo PSD sendo reeleito em 1954.

## Resultado da eleição para senador
Conforme o Tribunal Superior Eleitoral houve 293.153 votos nominais, 81.612 votos em branco (1,15%) e 5.901 votos nulos (1,47%), resultando no comparecimento de 380.666 eleitores.
| Candidatos a senador da República | Candidatos a suplente de senador | Número | Coligação           | Votação | Percentual |
| --------------------------------- | -------------------------------- | ------ | ------------------- | ------- | ---------- |
| Dinarte Mariz UDN                 | Ver abaixo -                     | -      | UDN, PSD, PSP       | 103.711 | 35,38%     |
| Georgino Avelino PSD              | Ver abaixo -                     | -      | UDN, PSD, PSP       | 81.958  | 27,96%     |
| José Augusto Varela PDC           | Ver abaixo -                     | -      | PDC (sem coligação) | 60.527  | 20,64%     |
| Otto de Brito Guerra PTB          | Ver abaixo -                     | -      | PTB, PRP            | 46.957  | 16,02%     |
| Fontes:                           |                                  |        |                     |         |            |

## Resultado da eleição para suplente de senador
Conforme o Tribunal Superior Eleitoral houve 240.290 votos nominais, 134.475 votos em branco (12,70%) e 5.901 votos nulos (1,49%), resultando no comparecimento de 380.666 eleitores.
| Candidatos a senador da República | Candidatos a suplente de senador | Número | Coligação           | Votação | Percentual |
| --------------------------------- | -------------------------------- | ------ | ------------------- | ------- | ---------- |
| Ver acima -                       | Reginaldo Fernandes PSP          | -      | UDN, PSD, PSP       | 93.910  | 39,08%     |
| Ver acima -                       | Sérgio Marinho UDN               | -      | UDN, PSD, PSP       | 64.861  | 26,99%     |
| Ver acima -                       | Ferreira de Sousa PDC            | -      | PDC (sem coligação) | 49.120  | 20,44%     |
| Ver acima -                       | Abelardo Calafange PTB           | -      | PTB, PRP            | 32.399  | 13,49%     |
| Fontes:                           |                                  |        |                     |         |            |

## Deputados federais eleitos
São relacionados os candidatos eleitos com informações complementares da Câmara dos Deputados. Foram apurados 179.974 votos válidos, 6.888 votos em branco (3,62%) e 3.471 votos nulos (1,82%) resultando no comparecimento de 190.333 eleitores.

Representação eleita
  PSD: 3
  UDN: 2
  PSP: 2

| Deputados federais eleitos | Partido | Votação | Percentual | Cidade onde nasceu    | Unidade federativa  |
| Eider Varela               | PSP     | 21.145  | 11,32%     | Ceará-Mirim           | Rio Grande do Norte |
| Aluizio Alves              | UDN     | 18.699  | 10,01%     | Angicos               | Rio Grande do Norte |
| Dix-Huit Rosado            | PSD     | 16.716  | 8,95%      | Mossoró               | Rio Grande do Norte |
| José Arnaud                | PSD     | 16.510  | 8,84%      | Santa Cruz            | Rio Grande do Norte |
| Teodorico Bezerra          | PSD     | 15.236  | 8,15%      | Santa Cruz            | Rio Grande do Norte |
| Galvão de Medeiros         | PSP     | 14.910  | 7,98%      | Natal                 | Rio Grande do Norte |
| Djalma Marinho             | UDN     | 14.011  | 7,50%      | São José do Campestre | Rio Grande do Norte |
| Fontes:                    |         |         |            |                       |                     |

## Deputados estaduais eleitos
Estavam em jogo trinta e quatro cadeiras na Assembleia Legislativa do Rio Grande do Norte: treze foram conquistadas pelo PSD, onze pela Aliança Democrata Cristã (UDN/PDC), sete pela Aliança Social Progressista (PSP/PST), duas pelo PTB e uma pelo PR.

Representação eleita
  UDN: 15
  PSD: 13
  PSP: 3
  PTB: 2
  PR: 1

| Deputados estaduais eleitos         | Partido | Votação | Percentual | Cidade onde nasceu    | Unidade federativa  |
| Jessé Freire                        | PSD     | 3.692   | 1,25%      | Macaíba               | Rio Grande do Norte |
| Jocelyn Vilar                       | PSP     | 3.523   | 1,20%      | Natal                 | Rio Grande do Norte |
| José Lúcio Ribeiro                  | PSD     | 3.419   | 1,16%      | Mataraca              | Rio Grande do Norte |
| Israel Ferreira Nunes               | PSD     | 3.341   | 1,13%      | Mossoró               | Rio Grande do Norte |
| Francisco de Assis Bittencourt      | PSD     | 3.256   | 1,11%      | Monte Alegre          | Rio Grande do Norte |
| Múcio Ribeiro Dantas                | UDN     | 3.239   | 1,10%      | Natal                 | Rio Grande do Norte |
| Joaquim Alves da Câmara             | PSD     | 3.107   | 1,05%      | Caraúbas              | Rio Grande do Norte |
| Lindalva Torquato Fernandes         | UDN     | 2.894   | 0,98%      | Tangará               | Rio Grande do Norte |
| Manoel Torres de Araújo             | PSD     | 2.841   | 0,96%      | Timbaúba dos Batistas | Rio Grande do Norte |
| José Cortez Pereira de Araújo       | UDN     | 2.838   | 0,96%      | Currais Novos         | Rio Grande do Norte |
| José Vinício Dantas                 | PSD     | 2.831   | 0,96%      | Jucurutu              | Rio Grande do Norte |
| Aristófanes Fernandes e Silva       | UDN     | 2.740   | 0,93%      | Santana do Matos      | Rio Grande do Norte |
| Ubaldo Melo                         | PSD     | 2.675   | 0,91%      | Recife                | Rio Grande do Norte |
| Waldemar de Sousa Veras             | UDN     | 2.674   | 0,91%      | Alexandria            | Rio Grande do Norte |
| Túlio Augusto Fernandes de Oliveira | PSD     | 2.637   | 0,89%      | Jardim de Piranhas    | Rio Grande do Norte |
| Djalma Maranhão                     | UDN     | 2.626   | 0,89%      | Natal                 | Rio Grande do Norte |
| Aluísio Gonçalves Bezerra           | PSD     | 2.618   | 0,89%      | Santa Cruz            | Rio Grande do Norte |
| Newton Pinto                        | PSD     | 2.557   | 0,87%      | Goianinha             | Rio Grande do Norte |
| Alfredo Mesquita Filho              | PSD     | 2.544   | 0,86%      | Macaíba               | Rio Grande do Norte |
| Manoel Veras Saldanha               | PSD     | 2.523   | 0,86%      | Campo Grande          | Rio Grande do Norte |
| Genésio Cabral de Macedo            | UDN     | 2.419   | 0,82%      | Natal                 | Rio Grande do Norte |
| Antônio Pereira de Macedo           | PSP     | 2.416   | 0,82%      | Ceará-Mirim           | Rio Grande do Norte |
| Manoel Wilson Pereira               | UDN     | 2.394   | 0,81%      | Guamaré               | Rio Grande do Norte |
| Pedro Leite Ramalho                 | UDN     | 2.364   | 0,80%      | Ipanguaçu             | Rio Grande do Norte |
| Stoessel de Brito                   | UDN     | 2.323   | 0,79%      | Parnamirim            | Rio Grande do Norte |
| Manoel de Medeiros Brito            | UDN     | 2.309   | 0,78%      | Jardim do Seridó      | Rio Grande do Norte |
| Ney Aranha Marinho                  | UDN     | 2.253   | 0,76%      | Nova Cruz             | Rio Grande do Norte |
| Ramiro Pereira                      | PTB     | 2.238   | 0,76%      | Lajes                 | Rio Grande do Norte |
| Hélio Dantas                        | UDN     | 2.060   | 0,70%      | Aracaju               | Sergipe             |
| João Frederico Abbott Galvão        | PSP     | 2.057   | 0,70%      | Natal                 | Rio Grande do Norte |
| Gilberto da Fonseca Tinoco          | UDN     | 2.044   | 0,69%      | Parelhas              | Rio Grande do Norte |
| Miguel Rocha Sobrinho               | UDN     | 1.979   | 0,67%      | Lagoa Nova            | Rio Grande do Norte |
| Clóvis Motta                        | PTB     | 1.965   | 0,67%      | Campina Grande        | Paraíba             |
| Manoel Avelino Sobrinho             | PR      | 1.851   | 0,63%      | Areia Branca          | Rio Grande do Norte |
| Fontes:                             |         |         |            |                       |                     |